# Velocità angolare
In cinematica, la velocità angolare è una grandezza vettoriale definita come la variazione di un angolo in un intervallo di tempo, rientrando, pertanto, nel concetto generale di velocità, ovvero di variazione di una coordinata spaziale nel tempo. In altri termini essa rappresenta la velocità con cui un angolo viene spazzato dal raggio vettore di un punto che si muove lungo una curva.
Essendo coinvolta, insieme alla velocità areolare, nella definizione la velocità di rotazione per descrivere del moto lungo una curva, il suo impiego maggiore è nello studio dei moti periodici quali ad esempio il moto circolare e il moto armonico. La velocità angolare e la velocità areolare sono sempre vettori paralleli, ma non necessariamente sono proporzionali in modulo.
L'unità di misura nel Sistema internazionale è {\displaystyle \mathrm {[rad\cdot s^{-1}]} } (radianti al secondo), cioè s−1 poiché il radiante è un numero puro.

## Descrizione
Dato un oggetto in moto, il cui vettore posizione è detto raggio vettore {\displaystyle \mathbf {r} }, la velocità angolare dipende dal punto di riferimento, ovvero l'origine del sistema di coordinate del raggio vettore, che risulta funzione del tempo.
Si definisce velocità angolare media {\displaystyle {\bar {\boldsymbol {\omega }}}} il rapporto tra lo spostamento angolare, inteso come la variazione dell'angolo spazzato dal raggio vettore, {\displaystyle \Delta {\boldsymbol {\theta }}={\boldsymbol {\theta }}_{2}-{\boldsymbol {\theta }}_{1}} e l'intervallo di tempo {\displaystyle \Delta t=t_{2}-t_{1}} impiegato a percorrerlo:
{\displaystyle {\bar {\boldsymbol {\omega }}}={\frac {\Delta {\boldsymbol {\theta }}}{\Delta t}}}
dove {\displaystyle {\boldsymbol {\theta }}_{1}} e {\displaystyle {\boldsymbol {\theta }}_{2}} sono le posizioni angolari agli istanti iniziale {\displaystyle t_{1}} e finale {\displaystyle t_{2}}.
Si definisce velocità angolare istantanea {\displaystyle {\boldsymbol {\omega }}} il valore il limite della velocità media nell'intorno di un determinato istante, ovvero la derivata prima della posizione angolare rispetto al tempo:
{\displaystyle {\boldsymbol {\omega }}={\dot {\boldsymbol {\theta }}}=\lim _{t_{2}\to t_{1}}{\frac {{\boldsymbol {\theta }}(t_{2})-{\boldsymbol {\theta }}(t_{1})}{t_{2}-t_{1}}}=\lim _{\Delta t\to 0}{\frac {{\boldsymbol {\theta }}(t+\Delta t)-{\boldsymbol {\theta }}(t)}{\Delta t}}={\frac {\mathrm {d} {\boldsymbol {\theta }}}{\mathrm {d} t}}}

Come direzione si sceglie quella dell'asse di rotazione, ovvero quella normale al piano di rotazione, mentre il verso è diretto verso l'osservatore che vede una rotazione antioraria.

Il vettore velocità angolare (convenzione destrorsa).

In base a ciò la velocità tangenziale {\displaystyle \mathbf {v} _{\theta }} di un punto descrivente una traiettoria circolare di raggio {\displaystyle \mathbf {r} } con velocità angolare {\displaystyle {\boldsymbol {\omega }}} è:
{\displaystyle \mathbf {v} _{\theta }={\boldsymbol {\omega }}\times \mathbf {r} }
Tale formula in realtà è valida solo per moti rigidi sferici. Lo si dimostra tenendo presente che la determinazione rigorosa della velocità di un punto è data dalla derivata temporale del vettore che ne identifica le coordinate, in un sistema di riferimento fisso, altrimenti si parla di velocità relativa.
Nel caso del moto circolare uniforme, la velocità angolare vale:
{\displaystyle {\boldsymbol {\omega }}={\frac {\mathrm {d} {\boldsymbol {\theta }}}{\mathrm {d} t}}={\frac {2\pi }{T}}{\hat {\mathbf {n} }}=2\pi f{\hat {\mathbf {n} }}}
avendo indicato con {\displaystyle {\hat {\mathbf {n} }}} il versore perpendicolare al piano dell'orbita. Poiché, nell'arco di tempo {\displaystyle T}, che nel moto circolare uniforme è il periodo, l'angolo descritto dal raggio è proprio {\displaystyle 2\pi } radianti, ovvero un angolo giro. La grandezza scalare {\displaystyle f} è l'inverso di {\displaystyle T}, ed è chiamata frequenza. In questo contesto, {\displaystyle {\boldsymbol {\omega }}} prende anche il nome di pulsazione.

## Legame con il momento angolare e il momento meccanico
Nel caso di un corpo rigido rotante, il momento della quantità di moto {\displaystyle \mathbf {p} }, ovvero il momento angolare è proporzionale alla velocità angolare:
{\displaystyle \mathbf {L} =\mathbf {I} \cdot {\boldsymbol {\omega }}}
Sotto le medesime ipotesi, derivando il momento angolare si ottiene la seconda equazione cardinale della dinamica, che risulta pari a:
{\displaystyle {\frac {\mathrm {d} \mathbf {L} }{\mathrm {d} t}}=\mathbf {M} -{\boldsymbol {\omega }}\times \mathbf {L} \iff \mathbf {M} ={\frac {\mathrm {d} \mathbf {L} }{\mathrm {d} t}}+{\boldsymbol {\omega }}\times \mathbf {L} }
Sostituendo il valore ricavato in precedenza, si ottiene il valore del momento meccanico: 
{\displaystyle \mathbf {M} ={\cancel {\frac {\mathrm {d} \mathbf {I} }{\mathrm {d} t}}}\cdot {\boldsymbol {\omega }}+\mathbf {I} \cdot {\frac {\mathrm {d} {\boldsymbol {\omega }}}{\mathrm {d} t}}+{\boldsymbol {\omega }}\times \left(\mathbf {I} \cdot {\boldsymbol {\omega }}\right)=\mathbf {I} \cdot {\boldsymbol {\alpha }}+{\boldsymbol {\omega }}\times \left(\mathbf {I} \cdot {\boldsymbol {\omega }}\right)}
dove {\displaystyle {\boldsymbol {\alpha }}} è l'accelerazione angolare. Pertanto, se nel sistema in esame {\displaystyle \mathbf {L} } risulta parallelo a {\displaystyle {\boldsymbol {\omega }}}, si ha che il momento meccanico è:
{\displaystyle \mathbf {M} =\mathbf {I} \cdot {\boldsymbol {\alpha }}}
Inoltre, l'energia cinetica rotazionale vale:
{\displaystyle E_{k}={\frac {1}{2}}\mathbf {L} \cdot {\boldsymbol {\omega }}={\frac {1}{2}}\mathbf {I} \cdot {\boldsymbol {\omega }}^{2}}

## Applicazioni
In elettrotecnica viene anche definita la pulsazione complessa relativa a un fasore, normalmente rappresentato con un numero complesso. Infatti, l'andamento sinusoidale del fasore (immaginato come un vettore che ruota in senso antiorario nella circonferenza goniometrica con velocità angolare ω) nel tempo può essere associato alle proiezioni del modulo del fasore stesso sull'asse y della circonferenza goniometrica.